# Nachal Rom
Nachal Rom (hebrejsky נחל רום) je vádí v jižním Izraeli, na pomezí severovýchodního okraje Negevské pouště a Judské pouště.
Začíná cca 15 kilometrů jihovýchodně od města Arad v nadmořské výšce okolo 200 metrů pod úrovní moře v kopcovité pouštní krajině na svazích hory Har Jizrach, jež je součástí zlomového pohoří Cukej Rom, které lemuje západní pobřeží jižní části Mrtvého moře. Směřuje k severu a pak se stáčí k východu a prudce klesá k Mrtvému moři, podchází dálnici číslo 90 a v prostoru turistického centra Ejn Bokek ústí do Mrtvého moře, respektive do jeho jižní části, která je kvůli poklesu hladiny oddělena od severní části a má charakter menší vodní plochy.